# Мешко (князь любушский)

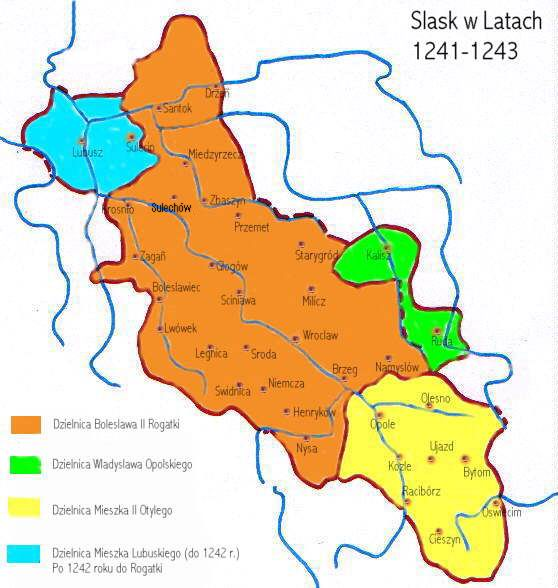
Силезия в 1241—1243 годах. Любушская земля выделена голубым цветом

Мешко (пол. Mieszko, 1223/1227 — 1241/1242) — силезский княжич.
Мешко был вторым по старшинству сыном польского князя Генриха Набожного и чешской королевны Анны. Когда в апреле 1241 года его отец погиб в битве при Легнице, Мешко по меркам того времени был уже совершеннолетним. Так как в хрониках он упоминается с титулом «Любушский», то предполагается, что Болеслав II Рогатка, бывший старшим сыном Генриха, выделил ему в удел Любушскую землю. Однако уже в 1242 году Мешко умер, не имея детей.